# Teen Choice Awards 2019
La 21ª edizione dei Teen Choice Awards ha avuto luogo l'11 agosto 2019.

## Premi
La prima ondata di candidature è stata annunciata il 19 giugno 2019, la seconda è stata annunciata l'8 luglio 2019.

### Cinema
| Miglior film d'azione | Miglior attore in un film d'azione | Miglior attrice in un film d'azione |
| --- | --- | --- |
| - Avengers: Endgame - Ant-Man and the Wasp - Bumblebee - Captain Marvel - Men in Black: International - Spider-Man - Un nuovo universo (Spider-Man: Into the Spider-Verse)                                                                              | - Robert Downey Jr. - Avengers: Endgame - John Cena - Bumblebee - Chris Evans - Avengers: Endgame - Chris Hemsworth - Avengers: Endgame e Men in Black: International - Samuel L. Jackson - Captain Marvel - Paul Rudd - Ant-Man and the Wasp ed Avengers: Endgame         | - Scarlett Johansson - Avengers: Endgame - Brie Larson - Avengers: Endgame e Captain Marvel - Evangeline Lilly - Ant-Man and the Wasp - Hailee Steinfeld - Bumblebee - Zoe Saldana - Avengers: Endgame - Tessa Thompson - Avengers: Endgame e Men in Black: International |
| Miglior film drammatico | Miglior attore in un film drammatico | Miglior attrice in un film drammatico |
| - After - Bohemian Rhapsody - Atto di fede (Breakthrough) - A un metro da te (Five Feet Apart) - Il coraggio della verità - The Hate U Give (The Hate U Give) - Tutte le volte che ho scritto ti amo (To All the Boys I've Loved Before)                | - Hero Fiennes-Tiffin - After - Noah Centineo - Tutte le volte che ho scritto ti amo (To All the Boys I've Loved Before) - Bradley Cooper - A Star Is Born - Taron Egerton - Rocketman - Rami Malek - Bohemian Rhapsody - Cole Sprouse - Five Feet Apart                   | - Josephine Langford - After - Lana Condor - Tutte le volte che ho scritto ti amo (To All the Boys I've Loved Before) - Lady Gaga - A Star Is Born - Chrissy Metz - Atto di fede (Breakthrough) - Haley Lu Richardson - A un metro da te (Five Feet Apart) - Amandla Stenberg - Il coraggio della verità - The Hate U Give (The Hate U Give)                                            |
| Miglior film fantasy/sci-fi | Miglior attore in un film fantasy/sci-fi | Miglior attrice in un film fantasy/sci-fi |
| - Aladdin - Aquaman - X-Men - Dark Phoenix (Dark Phoenix) - Animali fantastici - I crimini di Grindelwald (Fantastic Beasts: The Crimes of Grindelwald) - Il ritorno di Mary Poppins (Mary Poppins Returns) - Shazam!                                   | - Will Smith - Aladdin - Zachary Levi - Shazam! - Mena Massoud - Aladdin - James McAvoy - X-Men - Dark Phoenix (Dark Phoenix) - Lin-Manuel Miranda - Il ritorno di Mary Poppins (Mary Poppins Returns) - Jason Momoa - Aquaman                                             | - Naomi Scott - Aladdin - Emily Blunt - Il ritorno di Mary Poppins (Mary Poppins Returns) - Amber Heard - Aquaman - Keira Knightley - Lo schiaccianoci e i quattro regni (The Nutcracker and the Four Realms) - Sophie Turner - X-Men - Dark Phoenix (Dark Phoenix) - Katherine Waterston - Animali fantastici - I crimini di Grindelwald (Fantastic Beasts: The Crimes of Grindelwald) |
| Miglior film commedia | Miglior attore in un film commedia | Miglior attrice in un film commedia |
| - Crazy & Rich (Crazy Rich Asians) - Instant Family - Non è romantico? (Isn't It Romantic) - La piccola boss (Little) - Pokémon: Detective Pikachu - The Perfect Date                                                                                   | - Noah Centineo - The Perfect Date - Henry Golding - Crazy & Rich (Crazy Rich Asians) - Kevin Hart - La scuola serale (Night School) - Liam Hemsworth - Non è romantico? (Isn't It Romantic) - Ryan Reynolds - Pokémon: Detective Pikachu - Mark Wahlberg - Instant Family | - Laura Marano - The Perfect Date - Awkwafina - Crazy & Rich (Crazy Rich Asians) - Tiffany Haddish - La scuola serale (Night School) - Marsai Martin - La piccola boss (Little) - Rebel Wilson - Non è romantico? (Isn't It Romantic) - Constance Wu - Crazy & Rich (Crazy Rich Asians)                                                                                                 |
| Miglior film dell'estate | Miglior attore in un film dell'estate | Miglior attrice in un film dell'estate |
| - Spider-Man: Far From Home - Late Night - Murder Mystery - The Last Summer - Toy Story 4 - Yesterday | - Tom Holland - Spider-Man: Far From Home - KJ Apa - The Last Summer - Corey Fogelmanis - Ma - Charles Melton - Il sole è anche una stella (The Sun Is Also a Star) - Himesh Patel - Yesterday - Adam Sandler - Murder Mystery                                             | - Zendaya - Spider-Man: Far From Home - Jennifer Aniston - Murder Mystery - Selena Gomez - I morti non muoiono (The Dead Don't Die) - Mindy Kaling - Late Night - Maia Mitchell - The Last Summer - Yara Shahidi - Il sole è anche una stella (The Sun Is Also a Star) |
| Miglior cattivo in un film | | |
| - Josh Brolin - Avengers: Endgame - Johnny Depp - Animali fantastici - I crimini di Grindelwald (Fantastic Beasts: The Crimes of Grindelwald) - Marwan Kenzari - Aladdin - Jude Law - Captain Marvel - Mark Strong - Shazam! - Patrick Wilson - Aquaman | | |

### Televisione
| Miglior serie TV drammatica | Miglior attore in una serie TV drammatica | Miglior attrice in una serie TV drammatica |
| --- | --- | --- |
| - Riverdale - Good Trouble - Pretty Little Liars: The Perfectionists - The Resident - Runaways - Star                                           | - Cole Sprouse - Riverdale - KJ Apa - Riverdale - Sterling K. Brown - This Is Us - Justin Hartley - This Is Us - Adam Huber - Dynasty - Oliver Stark - 9-1-1                                                                                      | - Lili Reinhart - Riverdale - Sofia Carson - Pretty Little Liars: The Perfectionists - Ryan Destiny - Star - Maia Mitchell - Good Trouble - Camila Mendes - Riverdale - Cierra Ramirez - Good Trouble                                                                  |
| Miglior serie TV fantasy/sci-fi | Miglior attore in una serie TV fantasy/sci-fi | Miglior attrice in una serie TV fantasy/sci-fi |
| - Shadowhunters - The 100 - Streghe (Charmed) - Le terrificanti avventure di Sabrina (Chilling Adventures of Sabrina) - Legacies - Supernatural | - Jared Padalecki - Supernatural - Aubrey Joseph - Cloak & Dagger - Ross Lynch - Le terrificanti avventure di Sabrina (Chilling Adventures of Sabrina) - Bob Morley - The 100 - Dominic Sherwood - Shadowhunters - Harry Shum Jr. - Shadowhunters | - Katherine McNamara - Shadowhunters - Melonie Diaz - Streghe (Charmed) - Olivia Holt - Cloak & Dagger - Ellen Page - The Umbrella Academy - Danielle Rose Russell - Legacies - Kiernan Shipka - Le terrificanti avventure di Sabrina (Chilling Adventures of Sabrina) |
| Miglior serie TV commedia | Miglior attore in una serie TV commedia | Miglior attrice in una serie TV commedia |
| - The Big Bang Theory - Black-ish - Brooklyn Nine-Nine - Fuller House - Jane the Virgin - One Day at a Time                                     | - Jaime Camil - Jane the Virgin - Anthony Anderson - Black-ish - Jim Parsons - The Big Bang Theory - Daniel Radcliffe - Miracle Workers - Marcel Ruiz - One Day at a Time - Andy Samberg - Brooklyn Nine-Nine                                     | - Nina Dobrev - Fam - Candace Cameron Bure - Fuller House - Kaley Cuoco - The Big Bang Theory - Sarah Hyland - Modern Family - Gina Rodriguez - Jane the Virgin - Yara Shahidi - Black-ish e Grown-ish                                                                 |
| Miglior serie TV d'azione | Miglior attore in una serie TV d'azione | Miglior attrice in una serie TV d'azione |
| - MacGyver - Arrow - The Flash - Gotham - Legends of Tomorrow - Supergirl                                                                       | - Stephen Amell - Arrow - Grant Gustin - The Flash - Ben McKenzie - Gotham - Brandon Routh - Legends of Tomorrow - Brenton Thwaites - Titans - Lucas Till - MacGyver                                                                              | - Gabrielle Union - L.A.'s Finest - Jessica Alba - L.A.'s Finest - Melissa Benoist - Supergirl - Danielle Panabaker - The Flash - Candice Patton - The Flash - Emily Bett Rickards - Arrow                                                                             |
| Miglior serie TV passata | Miglior reality show | Miglior cattivo in una serie TV |
| - Friends - All That - Beverly Hills 90210 - Willy, il principe di Bel-Air (The Fresh Prince of Bel-Air) - Moesha - The Office                  | - America's Got Talent - Al passo con i Kardashian (Keeping Up with the Kardashians) - Lip Sync Battle - The Masked Singer - Queer Eye - The Voice                                                                                                | - Cameron Monaghan - Gotham - Luke Baines - Shadowhunters - Sarah Carter - The Flash - Jon Cryer - Supergirl - Adam Scott - The Good Place - Sea Shimooka - Arrow |
| Miglior serie TV dell'estate | Miglior attore in una serie TV dell'estate | Miglior attrice in una serie TV dell'estate |
| - Stranger Things - Cobra Kai - Nailed It! - So You Think You Can Dance - The Bold Type - Younger                                               | - Noah Schnapp - Stranger Things - Gaten Matarazzo - Stranger Things - Caleb McLaughlin - Stranger Things - Luka Sabbat - Grown-ish - Diego Tinoco - On My Block - Finn Wolfhard - Stranger Things                                                | - Millie Bobby Brown - Stranger Things - Chloe Bennet - Agents of S.H.I.E.L.D. - Hilary Duff - Younger - Jessica Marie Garcia - On My Block - Rose McIver - iZombie - Yara Shahidi - Grown-ish                                                                         |

### Musica
| Miglior artista maschile | Miglior artista femminile | Miglior gruppo musicale |
| --- | --- | --- |
| - Shawn Mendes - Khalid - Lil Nas X - Marshmello - Post Malone - Ed Sheeran | - Billie Eilish - Cardi B - Ariana Grande - Halsey - Lauren Jauregui - Taylor Swift | - Why Don't We - 5 Seconds of Summer - The Chainsmokers - Jonas Brothers - Panic! at the Disco - Little Mix |
| Miglior artista R&B/hip-hop | Miglior artista country | Miglior artista rock |
| - Cardi B - Drake - Nicki Minaj - Post Malone - Normani - Travis Scott | - Dan + Shay - Kelsea Ballerini - Kane Brown - Kacey Musgraves - Thomas Rhett - Brett Young | - Panic! at the Disco - AJR - Cage the Elephant - Imagine Dragons - Lovelytheband - Twenty One Pilots |
| Miglior artista emergente | Miglior artista latino | Miglior artista internazionale |
| - Billie Eilish - HRVY - Juice Wrld - Lil Nas X - Lizzo - Rosalía | - CNCO - Bad Bunny - J Balvin - Becky G - Daddy Yankee - Maluma | - BTS - Blackpink - CNCO - EXO - Little Mix - NCT 127 |
| Miglior brano artista maschile | Miglior brano artista femminile | Miglior brano di un gruppo musicale |
| - "Two of Us" - Louis Tomlinson - "Better" - Khalid - "If I Can't Have You" - Shawn Mendes - "Old Town Road" - Lil Nas X - "Sicko Mode" - Travis Scott - "Wow" - Post Malone | - "Expectations" - Lauren Jauregui - "7 Rings" - Ariana Grande - "Bad Guy" - Billie Eilish - "Me!" - Taylor Swift feat. Brendon Urie - "Never Really Over" - Katy Perry - "Nightmare" - Halsey | - "Ddu-Du Ddu-Du" - Blackpink - "8 Letters" - Why Don't We" - "Bad Liar" - Imagine Dragons - "Easier" - 5 Seconds of Summer - "Hey Look Ma, I Made It" - Panic! at the Disco - "Sucker" - Jonas Brothers |
| Miglior canzone pop | Miglior brano country | Miglior canzone dance/elettronica |
| - "Thank U, Next" - Ariana Grande - "Dancing with a Stranger" - Sam Smith e Normani - "I Don't Care" - Ed Sheeran e Justin Bieber - "Me!" - Taylor Swift feat. Brendon Urie - "Sucker" - Jonas Brothers - "Sweet but Psycho" - Ava Max                                                      | - "Speechles" - Dan + Shay - "Girl" - Maren Morris - "Good as You" - Kane Brown - "Look What God Gave Her" - Thomas Rhett - "Miss Me More" - Kelsea Ballerini - "Rainbow" - Kacey Musgraves | - "Close to Me (Red Velvet remix)" - Ellie Goulding, Diplo feat. Red Velvet - "365" - Zedd e Katy Perry - "Call You Mine" - The Chainsmokers feat. Bebe Rexha - "Find U Again" - Mark Ronson feat. Camila Cabello - "Happier" - Marshmello e Bastille - "Who Do You Love" - The Chainsmokers feat. 5 Seconds of Summer |
| Miglior canzone latina | Miglior canzone R&B/Hip-Hop | Miglior canzone rock/alternative |
| - "Pretend" - CNCO - "Baila Baila Baila (Remix)" - Ozuna feat. Daddy Yankee, Farruko, J Balvin ed Anuel AA - "Con altura" - Rosalía, J Balvin ed El Guincho - "Con Calma (Remix)" - Daddy Yankee e Katy Perry feat. Snow - "Mia" - Bad Bunny feat. Drake - "Te Robaré" - Nicky Jam ed Ozuna | - "Old Town Road [Remix]" - Lil Nas X feat. Billy Ray Cyrus - "Going Bad" - Meek Mill feat. Drake - "Pure Water" - Mustard e Migos - "Sunflower" - Post Malone - "Talk" - Khalid - "Wow" - Post Malone | - "Hey Look Ma, I Made It" - Panic! at the Disco - "100 Bad Days" - AJR - "Joy" - Bastille - "Natural" - Imagine Dragons - "Ready to Let Go" - Cage the Elephant - "these are my friends" - Lovelytheband |
| Miglior collaborazione | Miglior canzone tratta da un film | Miglior canzone dell'estate |
| - "Boy with Luv" - BTS feat. Halsey - "Dancing with a Stranger" - Sam Smith e Normani - "I Don't Care" - Ed Sheeran e Justin Bieber - "Old Town Road (Remix)" - Lil Nas X feat. Billy Ray Cyrus - "Shallow" - Lady Gaga e Bradley Cooper - "What a Time" - Julia Michaels feat. Niall Horan | - "A Whole New World" - Aladdin - Zayn e Zhavia Ward - "Broken & Beautiful" - UglyDolls - Kelly Clarkson - "Carry On" - Pokémon: Detective Pikachu - Kygo e Rita Ora - "Don't Give Up On Me" - A un metro da te (Five Feet Apart) - Andy Grammer - "Shallow" - A Star Is Born - Bradley Cooper & Lady Gaga - "Sunflower" - Spider-Man - Un nuovo universo (Spider-Man: Into the Spider-Verse) - Post Malone e Swae Lee | - "Señorita" - Shawn Mendes & Camila Cabello - "Cool" - Jonas Brothers - "Easier" - 5 Seconds of Summer - "Summer Days" - Martin Garrix feat. Macklemore & Patrick Stump - "Truth Hurts" - Lizzo - "You Need to Calm Down" - Taylor Swift                                                                              |
| Miglior artista maschile dell'estate | Miglior artista femminile dell'estate | Miglior gruppo musicale dell'estate |
| - Shawn Mendes - Daddy Yankee - Lil Nas X - Drake - DJ Khaled - Khalid | - Halsey - Ava Max - Julia Michaels - Katy Perry - Lizzo - Taylor Swift | - Jonas Brothers - 5 Seconds of Summer - Little Mix - Panic! at the Disco - The Chainsmokers - Why Don't We |
| Miglior tour dell'estate | Icon Award | Decade Award |
| - BTS - BTS World Tour Love Yourself: Speak Yourself - Ariana Grande - Sweetener World Tour - Billie Eilish - When We All Fall Asleep Tour - Blackpink - In Your Area World Tour - Jennifer Lopez - It's My Party - Shawn Mendes - Shawn Mendes: The Tour                                   | - Taylor Swift | - Jonas Brothers |

### Web
| Miglior star femminile nel web                                                                          | Miglior star maschile nel web                                                                  | Miglior comico nel web | Choice Gamer                                                                                 |
| --- | ---------------------------------------------------------------------------------------------- | --- | -------------------------------------------------------------------------------------------- |
| - Emma Chamberlain - Madison Beer - Eva Gutowski - Liza Koshy - Lilly Singh - Maddie Ziegler            | - David Dobrik - The Dolan Twins - Ryan Higa - Guava Juice - MrBeast - Brent Rivera            | - The Dolan Twins - Colleen Ballinger - CalebCity - Gabbie Hanna - Liza Koshy - Lele Pons                                               | - PewDiePie - DanTDM - Jacksepticeye - Ninja - Ryan Ohmwrecker - SSSniperWolf                |
| Più fashion nel web                                                                                     | Miglior star musicale del web                                                                  | Choice Fandom | Miglior youtuber                                                                             |
| - Hannah Meloche - James Charles - Summer McKeen - Bethany Mota - Nikkie de Jager - Mackenzie Ziegler   | - Annie LeBlanc - Asher Angel - Chloe x Halle - Loren Gray - Johnny Orlando - Hayden Summerall | - BTS – ARMY - Ariana Grande – Arianators - Blackpink – Blinks - CNCO – CNCOwners - Selena Gomez – Selenators - Taylor Swift – Swifties | - Sam and Colby - Erika Costell - David Dobrik - Kian and Jc - Merrell Twins - Niki and Gabi |
| Miglior social star                                                                                     |                                                                                                | |                                                                                              |
| - Noah Centineo - Kylie Jenner - Dwayne "The Rock" Johnson - Will Smith - Taylor Swift - Chrissy Teigen |                                                                                                | |                                                                                              |

### Misti
| Miglior atleta femminile | Miglior atleta maschile                                                                         |
| --- | ----------------------------------------------------------------------------------------------- |
| - Serena Williams - Simone Biles - Sky Brown - Tobin Heath - The Bella Twins - Katelyn Ohashi | - Stephen Curry - James Harden - Patrick Mahomes - Lionel Messi - AJ Styles - Tiger Woods       |
| Choice Ship | Miglior comico                                                                                  |
| - Lili Reinhart & Cole Sprouse - Riverdale - Lana Condor & Noah Centineo - Tutte le volte che ho scritto ti amo (To All the Boys I've Loved Before) - Lady Gaga & Bradley Cooper - A Star Is Born - Laura Marano & Noah Centineo - The Perfect Date - Madelaine Petsch & Vanessa Morgan - Riverdale - Dominic Sherwood & Katherine McNamara - Shadowhunters | - The Dolan Twins - James Corden - Ellen Degeneres - Tiffany Haddish - Kevin Hart - Lilly Singh |